# Don McCullin
Donald McCullin, surnommé Don McCullin, né le 9 octobre 1935 à Londres, est un photographe britannique réputé pour ses photographies de guerre, de vie urbaine et de paysages.
Travaillant essentiellement en noir et blanc, ses thématiques principales sont la misère du monde et les conflits armés.

## Biographie
Fils d'un mineur et d'une institutrice, il grandit dans un quartier pauvre de Londres. Durant la Seconde Guerre mondiale, il vit sous le Blitz.
En 1948, il est boursier en arts appliqués à la Hammersmith School of Arts and Crafts de Londres.
En 1950, il voit mourir son père à la suite de longues années à souffrir d'asthme et de bronchite. Il arrête alors ses études.
Se voyant contraint de quitter l'école, il va de petit boulot en petit boulot. Avant et après son service militaire dans la Royal Air Force (1954-1956), où il découvre les voyages (en Égypte, au Soudan, au Kenya, au Yémen ou encore à Chypre) et la photographie, il travaille dans le studio d'animation Larkins. 
Sa première parution, en 1959, sera une série d'images issues de celles qu'il effectue sur ses amis d'enfance, un gang de jeunes, les Guvnors. 
En 1964, il effectue un reportage sur la guerre civile à Chypre, pour lequel il reçoit le grand prix World Press Photo. 
Il signe, deux ans plus tard, un contrat d'exclusivité avec le Sunday Times qu'il ne quittera qu'en 1984. Il couvre ainsi la famine au Bihar en Inde, la guerre des Six Jours, la guerre du Viêt Nam et du Cambodge où il est gravement blessé, ainsi que d'autres conflits de par le monde (Salvador, Beyrouth…) sans oublier le Congo où il a assisté en direct à des scènes pénibles d'assassinats qu'il photographiait avec son Nikon F, chargé en pellicule noir et blanc, pellicules qu'il utilisera tout au long de sa carrière.
Il est également l'auteur des photos de Maryon Park (en) à Londres utilisées dans le chef-d'œuvre de Michelangelo Antonioni, Blow Up, Palme d'Or au Festival de Cannes en 1967.  Le 28 juillet 1968, il fait une série de clichés avec les Beatles, séance qui fut surnommée « A Mad Day Out » dû aux nombreux endroits à Londres qui ont servi de plateau durant la journée. 
Il fait sa première grande exposition en 1980 au Victoria and Albert Museum à Londres, et par la suite, dans d'autres endroits prestigieux (Arles en 1992, Barbican Centre à Londres en 1998, siège des Nations-Unies en 2001 avec des photographies de malades du SIDA…). Il écrit son autobiographie qu'il publie en 1990, Unreasonnable Behaviour (comportement déraisonnable, sorti en France sous le titre Risque et péril). Exposé en 2006 aux Rencontres d'Arles en France, puis en 2012 à l'Imperial War Museum, à Londres, pour l'exposition Shaped by War. 
Dernièrement, McCullin s'est tourné vers le paysage, les natures mortes et des portraits commandés. 
En 2017, il est anobli,.
Vivant actuellement dans le Somerset, McCullin est marié et a cinq enfants issus de plusieurs mariages.

## Expositions
- 1992 : 
  - 8 juillet - 16 août : première exposition en France aux Rencontres de la photographie d'Arles[6].
  - décembre : exposition à la galerie du Château d'eau, Toulouse.
- 13 novembre 2001 - 13 janvier 2002 : Don McCullin. Photographies 1961-2001, Maison européenne de la photographie, Paris.
- 4 juillet - 17 septembre 2006 : Un coin d'Afrique, exposition aux Rencontres de la photographie d'Arles[7],[8].
- janvier - février 2010 : The Impossible Peace, Galerie C/O, Berlin[9].
- 11 mai - 15 juillet 2012 : Don McCullin : la pace impossibile. Dalle fotografie di guerra ai paesaggi, 1958-2011,  Palazzo Magnani, Reggio Emilia.
- 1er février - 14 avril 2013 : Don McCullin, Musée des beaux-arts du Canada, Ottawa.
- 5 février - 6 mai 2019 : Don McCullin, Tate Britain, Londres[10].
- 7 février - 9 mars 2024 : Celebrating Silver, Hamiltons Gallery, Londres

exposition collective célébrant la beauté et l'impact des tirages obtenus grâce au support de la gélatine argentique, avec des photographies, entre autres, de Richard Avedon, Irving Penn, Don McCullin, Hiro, Horst P. Horst, Jeanloup Sieff, Helmut Newton, Robert Mapplethorpe, Daido Moriyama, Herb Ritts, Albert Watson,

## Publications
- The Destruction Business, Macmillan, 1971, 96 p. (ISBN 0-333-13022-7)
- Is Anyone Taking Any Notice?  A book of  photographs, Cambridge [Mass.], MIT Press, 1973.
- Anton Wallich-Clifford & Don McCullin, No Fixed Abode, Macmillan, 1974
- Homecoming, Macmillan, 1979
- Jonathan Dimbleby & Don McCullin, The Palestinians, Quartet Books, 1980 (ISBN 0-7043-3322-8)
- Hearts of Darkness : Photographs by Don McCullin, Secker and Warburg, 1980
- Beirut : A City in Crisis, New English Library, 1983, 125 p. (ISBN 0-450-06037-3)
- Perspectives, Harrap, 1987, 144 p. (ISBN 0-245-54368-6)
- Open Skies, Cape, 1989 (ISBN 0-224-02539-2)
- Norman Lewis & Don McCullin, An Empire of the East : Travels in Indonesia, Jonathan Cape, 1993 (ISBN 0-224-03230-5)
- Sleeping with Ghosts : A Life's Work in Photography, Jonathan Cape, 1994, 208 p. (ISBN 0-224-03241-0)
- India, Jonathan Cape, 1999, 131 p. (ISBN 0-224-05089-3)
- Cold Heaven, Christian Aid, 2001 (ISBN 0-904379-47-7)
- Unreasonable Behaviour : An Autobiography, Vintage, 2002, 296 p. (ISBN 0-09-943776-7)
  - traduction française : Risques et péril : autobiographie, traduction de Daniel De Bruycker, Paris, Delpire, 383 p.  (ISBN 2-85107-231-5)[13].
- Don McCullin, Jonathan Cape, 2003, 295 p. (ISBN 0-224-07118-1)
- Life Interrupted, Christian Aid, 2004 (ISBN 0-904379-64-7)
- Don McCullin in Africa, Jonathan Cape, 2005 (ISBN 0-224-07514-4)
- Don McCullin in England, Jonathan Cape, 2007 (ISBN 978-0-224-07870-2).
- Don McCullin, t. 30, Reporters sans frontières (RSF) / édition illustrée, coll. « 100 photos pour la liberté de la presse », 30 avril 2009, 144 p. (ISBN 978-2915536782)[14].
- A Day in the Life of The Beatles, New York, Rizzoli, 2010, 131 p.   (ISBN 9780847836116).
- Irreconciable Truths, livre-coffret en trois volumes, 2016.

## Récompenses et distinctions
- 1961 : British Press Award[1]

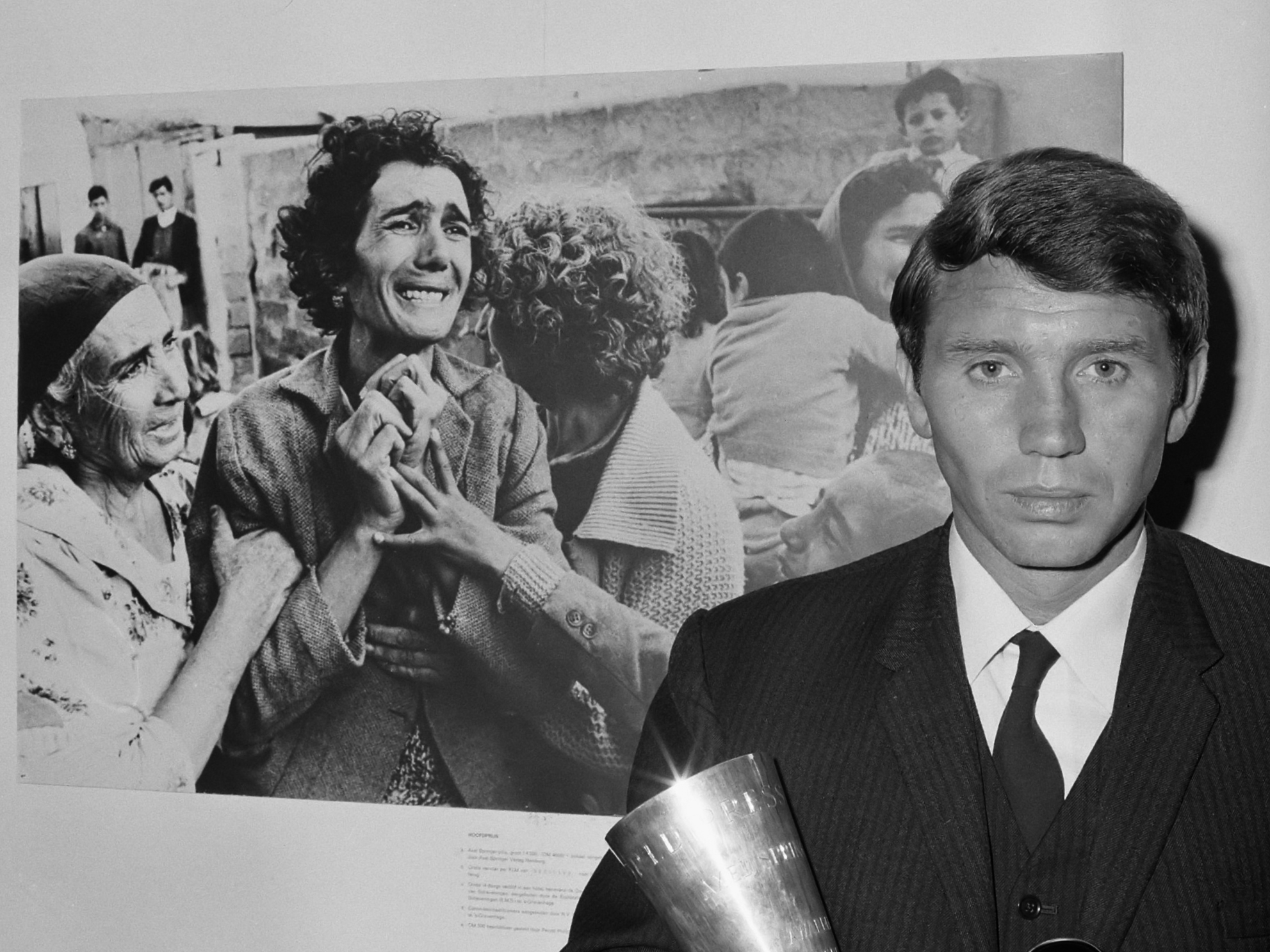
Donald McCullin (1964).

- 1964 : World Press Photo of the Year[15]
- 1992 et 1993 : prix Erich-Salomon
- 1993 : commandeur de l'ordre de l'Empire britannique (CBE)
- 2006 : Cornell Capa Award
- 2007 : FRPS honoraire et Century medal[16]
- 2013 : Visa d’or d’honneur du Figaro Magazine[17]
- 2016 : Lucie Award du photojournalisme